# 豊田昌継
豊田 昌継（とよだ まさつぐ）は、日本のジャーナリスト、コラムニスト。上方落語の定席「天満天神繁昌亭」の「企画戦略室」。元産経新聞編集委員。

## 略歴
滋賀県立石山高等学校卒業。1990年（平成2年）関西学院大学卒業後、4月産業経済新聞社入社。夕刊フジの記者を経て、2011年（平成23年）から産経新聞文化部編集委員。2018年、洲本支局長（兵庫県洲本市）。2020年（令和2年）2月に退職し天満天神繁昌亭（上方落語協会）「企画戦略室」に。

## 人物
学生時代に演芸作家（脚本家、演出家）を志望していた。産経新聞では30年近く音楽・漫才・落語などの取材に加え、イベントの企画・立案も担当した。
豊富な経験をもとに芸能やテレビ業界のタブーにも斬り込むコラム「豊田昌継の甘辛テレビ」を執筆。産経新聞のニュースサイト「産経ニュース」でもアクセス数が多い。2013年6月8日のコラムでは、NHKの連続テレビ小説「あまちゃん」の関西エリアの視聴率が関東と比べ低い理由を、東西の演芸（お笑い）文化の違いから考察。アクセス数の多さから、後日、この記事を新聞紙面に掲載する際、急遽「1面（表紙）に昇格」したほどである。一方で、コラムは「週刊誌によくある単なる毒舌企画」とは異なり、「ピリリと辛みをきかせながらもテレビへの深い愛情」という、タイトル通りの甘さと辛さを込めており、「読者と同じテレビウオッチャーとしての視線と、取材者としての豊富な情報とが両立」している点が人気の理由という。
執筆で「“番組宣伝”の片棒を堂々と、かつぎたくない」と宣言。一方で、良い番組と判断した場合、「今回は許して下さい。ＮＨＫ総合で24日から始まる土曜ドラマ「夫婦善哉」（午後９時～同５８分、全４話）。前評判がいいんですよ」と、出演女優尾野真千子の熱演ぶりを紹介、「芸達者で通る森山さんを受けて立つ尾野さんのしぐさが愛らしくて、意地らしくて…」と高く評価している。
また、付き合いの深い元毎日放送(MBS)テレビプロデューサーで同志社女子大学教授の影山貴彦と産経新聞の読者向けに「あなたの知らないテレビの世界」と題してたびたび対談イベントを開催している。
そのほか、ytv漫才新人賞や新進落語家競演会の審査員も務めており、支局長として赴任した「淡路島の自然や人々にすっかり魅了されてしまって、終（つい）の住み家はここだ！って心に決めていた」が、上方落語協会の会長の笑福亭仁智から「協会の変革に力を貸してほしい」とヘッドハンティングされ、天満天神繁昌亭に移籍した。